# LAST MILE：全面引爆
《最后的里程》是一部于2024年8月23日上映的日本电影。该片由塚原亞由子执导，编剧为野木亞紀子，主演为满岛光。
故事围绕11月黑色星期五前夜发生的连环爆炸事件，讲述物流中心的领导者们以及其他人们如何面对这一事件的悬疑电影。作品标题中的“最后的里程”是指从最终站点到终端用户的物流服务，意指将货物送达顾客的最后一段路程。
本作品是与TBS「週五連續劇」播出的电视剧《非自然死亡》和《MIU404》所共享世界观的共享宇宙作品。

## 剧情
2023年黑色星期五前夕，总部位于美国的全球最大购物网站“DAILY FAST”的日本分公司西武藏野物流中心发出的包裹在送达客户时陆续发生爆炸，导致1人死亡，多人受伤。与此同时，西武藏野物流中心迎来了新任中心长，福冈来的舟渡艾蕾娜。艾蕾娜对事件可能带来的巨大损失和股价影响感到忧虑，并与下属梨本孔一起紧急应对。然而，警视厅的刑警毛利忠治和刈谷贵教下令全面停止所有商品的发货。艾蕾娜与警方协商并联合进行安全检查，虽然继续发货，但物流混乱的影响逐渐加剧。
在此期间，艾蕾娜在社交媒体上发现了一个名为“DAILY FAUST”的虚假黑色星期五广告，广告中提到将在爆炸事件发生前送出“12颗炸弹”。她找到了这个账号，但却对是否报警表现出犹豫，梨本因此开始怀疑她。警方调查后发现，曾任西武藏野物流中心团队经理的山崎佑下单制作了这则虚假广告。第四机动侦查队的伊吹藍和志摩一未调查了山崎的公寓，但没有找到山崎的踪迹。原来，山崎五年前在西武藏野物流中心内从楼上跳下，导致重伤，住院后陷入植物人状态。此次事件被认为是自杀，调查人员通过伊吹在调查时闻到公寓内的女性气味、监控录像中的女性影像以及周围证人提供的线索，认为山崎的姓名不详的女友可能是嫌疑人。
与此同时，梨本发现日本分公司档案中没有艾蕾娜的名字，而且她曾删除山崎在DAILY FAST的任职记录，开始怀疑艾蕾娜就是山崎的女友。向她追问时，艾蕾娜突然发现一件包裹内藏有炸弹，爆炸物处理小组紧急出动，炸弹被成功处理。期间，艾蕾娜向梨本透露，自己实际上是美国总部派来的，曾与山崎的女友接触并拒绝了她的合作请求。由于工作压力，她患上了失眠症，刚刚从休职中复职。梨本告诉她，山崎曾使用过的储物柜上有神秘的涂鸦，西武藏野物流中心的员工被告知不要擦去这些涂鸦。涂鸦内容似乎暗示山崎曾打算通过跳楼停下物流中心内的传送带，这也印证了山崎曾提到过的对黑色星期五的恐惧。
艾蕾娜和梨本推测，嫌疑人利用物流系统的漏洞，将炸弹包裹发货。她们通过物流中心的数据库查找到一名女性派遣员工筧真理香，正是她通过这个漏洞订购了12个爆炸物。受委托制造炸弹的男子被向岛进和田岛雄介等人逮捕，但筧的下落依然不明。
艾蕾娜还拜访了因转运地点发生爆炸而陷入混乱的羊急便关东局局长八木竜平，并成功劝说他与DAILY FAST及其他同行公司进行罢工谈判，要求提高运费。这导致西武藏野物流中心的物流彻底停摆，DAILY FAST同意谈判并成功结束罢工，停滞的爆炸物回收和物流得以恢复。艾蕾娜的上司、日方总负责人五十嵐道元批评了她的失误，但艾蕾娜在承认责任的同时，反过来指出，五十岚在山崎自杀未遂时在场，他将原因归咎于筧与山崎的关系，试图逃避公司的责任，并像其他人一样，在这一现状下「什么都没做」。
在此期间，艾蕾娜意识到最初的爆炸事件中被认为是男性的受害者，实际上是筧自己启动炸弹自杀。经过非自然死亡调查研究所的三澄美琴和中堂系的尸检，他们也得出了相同的结论。通过这一发现，艾蕾娜他们意识到，原本以为已经回收的最后一个爆炸物，其实仍然在已经发出的包裹中。松本里帆一家收到的包裹险些爆炸，幸好配送员佐野亘和佐野昭父子凭借机智及时解救了他们。”
持续了四天的事件终于结束，但艾蕾娜却被DAILY FAST解雇。艾蕾娜向美国总部的高层萨拉提出，自己曾被引导删除西武藏野物流中心山崎的资料，并指出总部已经收到笕的犯罪声明，却对此视而不见，进行了隐瞒。艾蕾娜告知萨拉「炸弹还在」，然后结束了視訊通话，并将山崎的储物柜钥匙和今后的应对工作交给了新任中心主任孔。艾蕾娜将货物的替代品送到了松本家，在等待毛利等人的过程中，她在巡警车内沉沉睡去。与此同时，在西武藏野物流中心内，五十岚在馆内奔走寻找什么，而孔则凝视着储物柜，陷入沉思。

## 登场人物
☆代表《非自然死亡》中的角色，★代表《MIU404》中的角色。

### 主要人物
舟渡艾蕾娜（舟渡 エレナ / ふなど エレナ）
演员：满岛光
购物网站“DAILY FAST”西武藏野物流中心的中心负责人。
梨本孔（梨本 孔 / なしもと こう）
演员：冈田将生
DAILY FAST西武藏野物流中心的团队经理。

### DAILY FAST相关人员
五十岚道元（五十嵐 道元 / いがらし どうげん）
演员：藤冈靛
艾蕾娜的上司，DAILY FAST 日本总负责人。
山崎佑（山崎 佑 / やまさき たすく）
演员：中村伦也
DAILY FAST西武藏野物流中心的前任团队经理.
5年前在西武藏野物流中心内跳楼。目前他处于植物人状态，住在东央医大医院。入院初期，他曾有意识，并与DAILY FAST公司签署了一份不提起诉讼的备忘录。对学生时代，曾在医院兼职的久部六郎表达过后悔，说“做了蠢事”。

### 羊急便相关人员
佐野亘（佐野 亘  / さの わたる）
演员：宇野祥平
昭的儿子，曾是家电公司“日本电机”的员工，公司倒闭后，他成为父亲经营的“佐野运输公司”的见习配送员。
佐野昭（佐野 昭 / さの あきら）
演员：火野正平
他经营着一家名为佐野运输的个体运输公司，并签约成为羊急便的委托司机。
他将一位被称为“やっちゃん”的优秀快递司机视为英雄般尊敬和崇拜，但这位司机因过劳去世，因此亘对他的看法持否定态度。
八木龙平（八木 竜平 / やぎ りゅうへい）
演员：阿部贞夫
羊急便关东分局的局长，曾是销售司机。
熊田恭二（熊田 恭二 / くまだ きょうじ）
演员：水澤紳吾
羊急便关东分局的职员，八木的直属下属。
犬冈纯也（犬岡 純也 / いぬおか じゅんや）
演员：岩谷健司
羊急便荒川区配送中心的工作人员。

### 警察相关人员
伊吹蓝（伊吹 藍 / いぶき あい）★
演员：绫野刚
警视厅刑事部第4机动搜查队刑事，巡查部长。与志摩前往山崎佑的公寓进行初步搜查。
志摩一未（志摩 一未 / しま かずみ）★
演员：星野源
警视厅刑事部第4机动搜查队刑事，巡查部长。
毛利忠治（毛利 忠治 / もうり ただはる）☆
演员：大倉孝二
警视厅西武藏野署刑事，巡查部长。本作中与刈谷搭档行动。
刈谷贵教（刈谷 貴教 / かりや たかのり）★
演员：酒向芳
警视厅刑事部搜查一课刑事，警部补。本作中与毛利搭档行动。
桔梗結弦（桔梗 ゆづる / ききょう ゆづる）★
演员：麻生久美子
警视厅西武藏野警察署署长，警视。连环爆炸案特搜本部的指挥官。

### 非自然死亡调查研究所（UDI实验室）相关人员
三澄美琴（三澄 ミコト / みすみ みこと）☆
演员：石原里美
UDI实验室的法医解剖医，现在依然忙碌于实验室的日常工作。
中堂系（中堂 系 / なかどう けい）☆
演员：井浦新
UDI实验室的法医解剖医。
东海林夕子（東海林 夕子 / しょうじ ゆうこ）☆
演员：市川实日子
三澄组的临床检验技师。
神仓保夫（神倉 保夫 / かみくら やすお）☆
演员：松重丰
UDI实验室的所长，由于人手不足，他经常亲自负责杂务。
久部六郎（久部 六郎 /くべ ろくろう）☆
演员：洼田正孝
前UDI实验室兼职员工，现在是东央医大的研修医生。在本作中，他向伊吹和志摩讲述了山崎佑住院初期的情况。

### 其他角色
筧真理香（筧 まりか /かけい まりか）
演员：仁村紗和
山崎佑的女朋友。

## 票房
|                                           | 观影人数 （万人） | 观影人数 （万人） | 观影人数 （万人） | 票房 （亿日圆） | 票房 （亿日圆） |
| 週末                                      | 週末              | 累計              | 週末              | 累計            |                 |
| ----------------------------------------- | ----------------- | ----------------- | ----------------- | --------------- | --------------- |
| 第1星期週末 （2024年8月23日・24日・25日） | 第1名             | 66.2              | 66.2              | 9.78            | 9.78            |
| 第2星期週末 （8月31日・31日・9月1日）     | 第1名             | 46.8              | 152.7             | 6.39            | 21.55           |
| 第3星期週末 （9月6日・7日・8日）          | 第1名             | 31.7              | 213.4             | 4.75            | 30.27           |
| 第4星期週末 （9月13日・14日・15日）       | 第3名             | 25.8              | 271.2             | 3.89            | 38.58           |
| 第5星期週末 （9月20日・21日・22日）       | 第1名             | 23.7              | 315.5             | 3.58            | 45.01           |
| 第6星期週末 （9月27日・28日・29日）       | 第1名             | 14.1              | 338.9             | 2.13            | 48.45           |
| 第7星期週末 （10月4日・5日・6日）         | 第2名             | 9.9               | 358.5             | 1.49            | 51.22           |
| 第8星期週末 （10月11日・12日・13日）      | 第3名             | 7.4               | 375.8             | 1.11            | 53.69           |
| 第9星期週末 （10月18日・19日・20日）      | 第3名             | 5.4               | 384.2             | 0.79            | 54.91           |
| 第10星期週末 （10月25日・26日・27日）     | 第5名             |                   | 391.9             |                 | 56.01           |
| 第11星期週末 （11月1日・2日・3日）        | 第10名            |                   | 399.2             |                 | 57.05           |
| 第12星期週末 （11月8日・9日・10日）       | 10名 以外         |                   | 402.4             |                 | 57.50           |
| 第13星期週末 （11月15日・16日・17日）     | 10名 以外         |                   | 404.7             |                 | 57.84           |
| 第14星期週末 （11月22日・23日・24日）     | 10名 以外         |                   | 407.0             |                 | 58.17           |
| 第15星期週末 （11月29日・30日・12月1日）  | 10名 以外         |                   | 411.1             |                 | 58.72           |
| 第16星期週末 （12月6日・7日・8日）        | 10名 以外         |                   | 413.0             |                 | 58.99           |
| 第17星期週末 （12月13日・14日・15日）     | 10名 以外         |                   | 414.0             |                 | 59.13           |

| 上一届： 《腦筋急轉彎2》    | 2024年日本週末票房冠軍 第33-35週 | 下一届： 《来聊聊须绪美吧》     |
| 上一届： 《来聊聊须绪美吧》 | 2024年日本週末票房冠軍 第37-38週 | 下一届： 《帝國浩劫：美國內戰》 |